# Ukhra
Ukhra là một thị trấn thống kê (census town) của quận Barddhaman thuộc bang Tây Bengal, Ấn Độ.

## Nhân khẩu
Theo điều tra dân số năm 2001 của Ấn Độ, Ukhra có dân số 19.868 người. Phái nam chiếm 53% tổng số dân và phái nữ chiếm 47%. Ukhra có tỷ lệ 69% biết đọc biết viết, cao hơn tỷ lệ trung bình toàn quốc là 59,5%: tỷ lệ cho phái nam là 76%, và tỷ lệ cho phái nữ là 61%. Tại Ukhra, 11% dân số nhỏ hơn 6 tuổi.